# Aeroporto di Tallinn

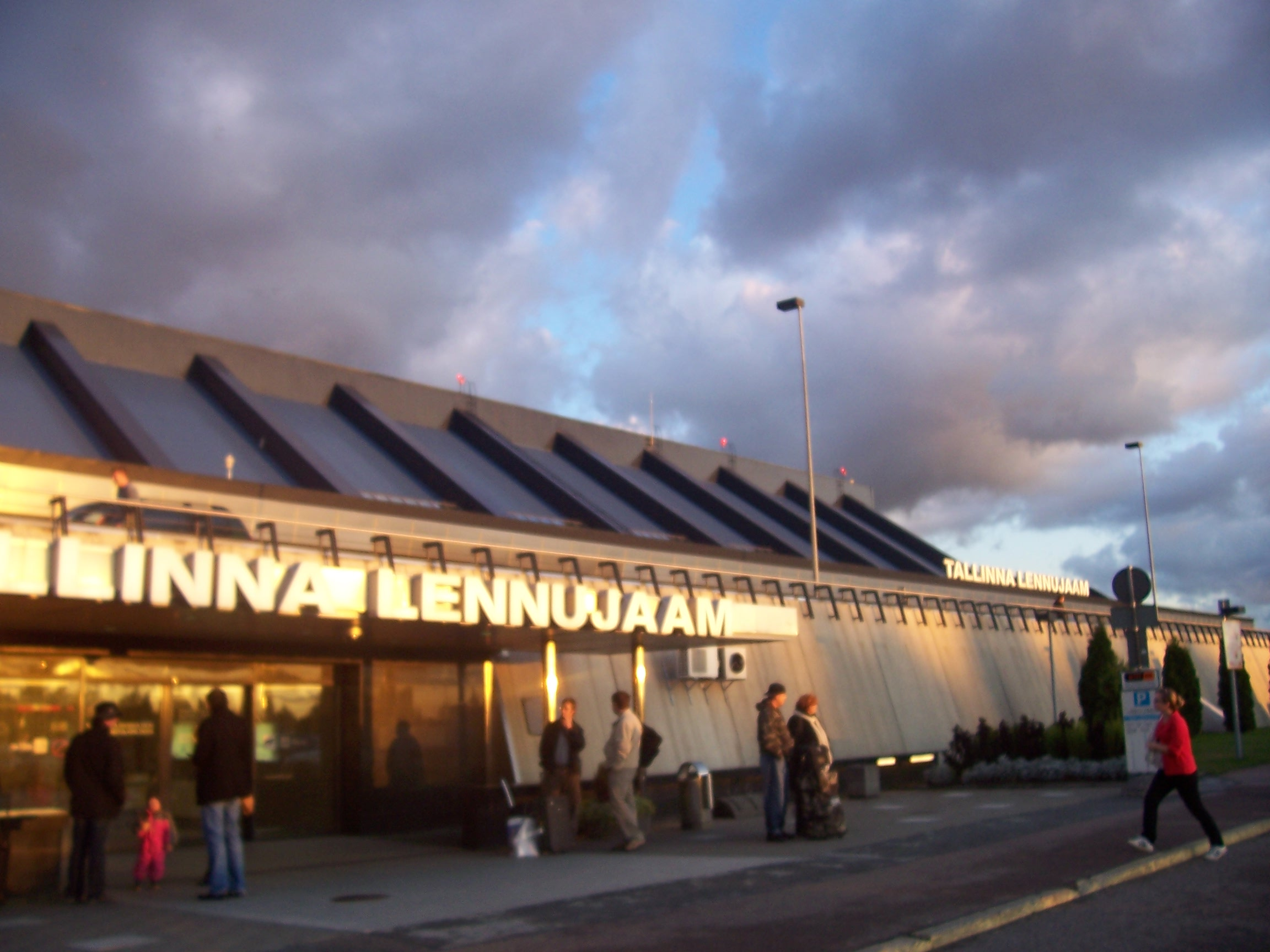
Aeroporto Lennart Meri - Tallinn

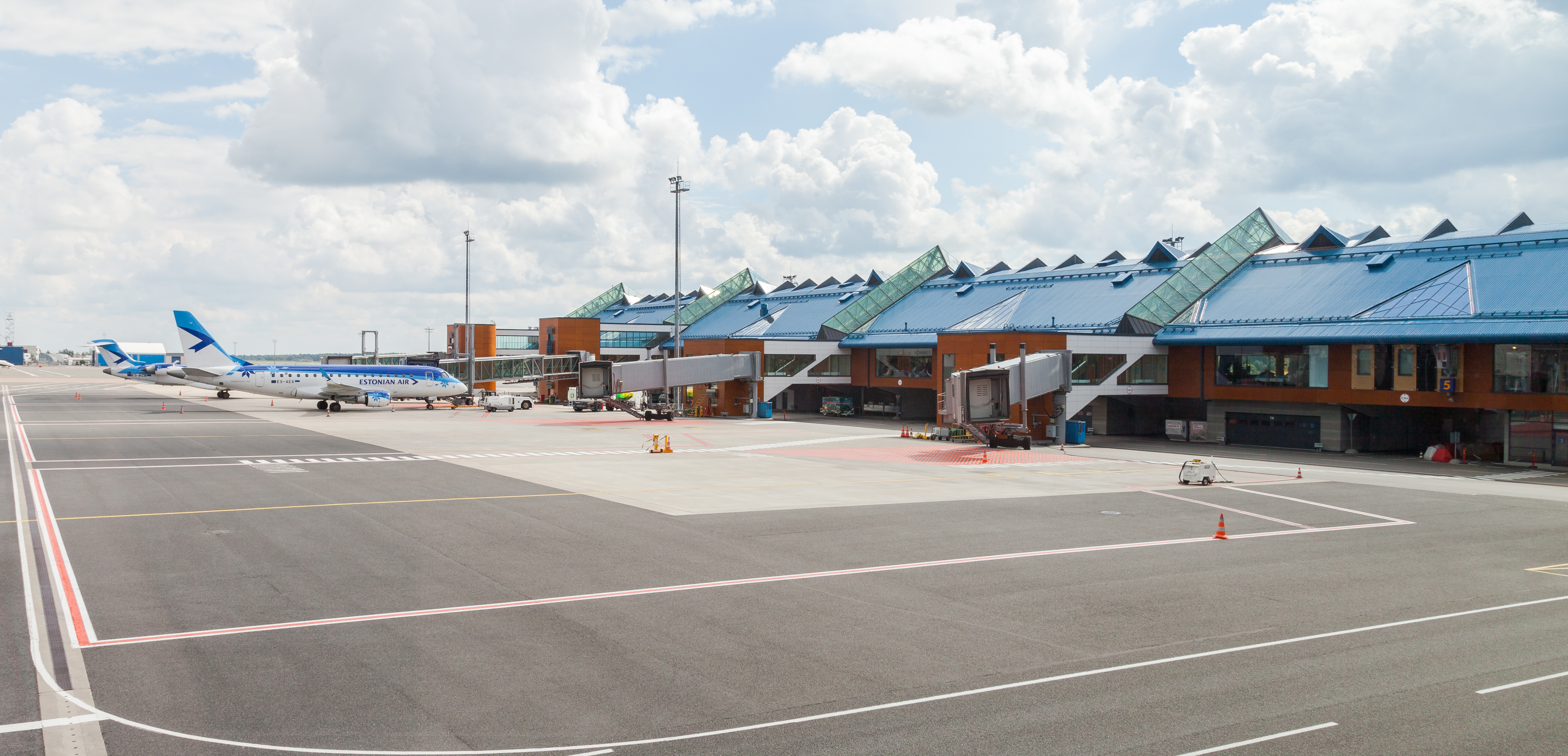
Aeroporto

L'Aeroporto di Tallinn - Lennart Meri (ICAO: EETN - IATA: TLL), o Aeroporto Lennart Meri Ülemiste International, in estone Lennart Meri Tallinna lennujaam, è un aeroporto estone situato a 4 km a sud-est della capitale estone, Tallinn.

## Posizione geografica
Lo scalo si trova lungo la Tartu Maantee, nel territorio del comune di Rae e presso la costa orientale del lago Ülemiste.

## Storia
La struttura è intitolata alla memoria dell'ex presidente Lennart Meri.
Circa 1,46 milioni di passeggeri hanno usufruito dell'aeroporto nel 2007, con un incremento dell'11,5% rispetto all'anno precedente.

## Strategia
L'aeroporto è aperto al traffico commerciale con voli nazionali ed internazionali, principalmente diretti in Europa. È stato l'hub della defunta compagnia di bandiera estone, Estonian Air. A Tallinn hanno la loro basi anche le compagnie aeree Avies e FlyLal Charters.

## Dati tecnici
L'aeroporto è dotato di una pista d'atterraggio attiva, in asfalto e calcestruzzo, lunga 3070 m 10070 ft m e larga 45 m, la pista aeroportuale si trova ad un'altitudine di 40 m s.l.m. (131 ft), con orientamento delle piste RWY 08/26, con prevalenza 08 per il decollo della e 26 in fase di atterraggio, inoltre è provvisto di cinque corsie riservate al rullaggio e quattordici terminal.

## Collegamenti con Tallinn
L'aeroporto è collegato con il centro città con l'autobus numero 2 e dal 1º settembre 2017 è collegato anche con la linea del tram numero 4. Il prezzo della corsa è di 2€